# Probithia praetereuns
Probithia praetereuns là một loài bướm đêm trong họ Geometridae.